# 北盛镇
北盛为中国湖南省浏阳市下辖镇，由原北盛镇和乌龙乡于1995年撤区并乡镇时合并设立。北盛位于浏阳市西部，辖域西与永安镇接壤，北与沙市镇毗邻，东与淳口镇、蕉溪乡交界，南与洞阳镇相连。全镇辖域总面积78.4平方公里，总人口51,038人(2000年人口普查)，下辖13个行政村、2个社区。

## 现行行政区划
全镇下辖13个行政村、2个社区，分别为北盛仓社区、乌龙社区，马战村、芭蕉村、边洲村、波扬村、闸口村、燕舞洲村、联芳村、窑金村、环园村、百塘村、亚洲湖村、拔茅村和卓然村。

## 经济
北盛镇经济取得了大的发展，保持了良好的发展势头。以粮烟、猪、鱼、瓜果、蔬菜为主导产业的农业产业结构得到进一步优化。以开发“鹤源”烟叶为龙头，农民增收明显，烤烟面积由1998年40多亩增加到2005年13650亩，产值由1998年3万元增加到2004年的1551.34万元。北盛镇涌现各类养殖户700多户，2002年北盛镇被确定为浏阳市第一个无公害畜禽产品的示范基地：北盛镇成功开发了“新金兰”、“绿美人”等新品种西瓜，成功开发机械免耕直播油菜技术，并得到省农业部、省市充分肯定，在全省得到推广。2003年——2005年北盛镇争取资金25 00多万在边洲、河西3个村进行了土地整理，整理土地共计15000多亩，新增耕地面积1500亩，土地整理项目大大加快了农业产业、机械化、现代化进程，为北盛镇农业发展带来了新的机遇。随着浏阳生物医药园的不断发展壮大，北盛镇依托生物医药园，借势谋发展、不久的将来，必定会发展成为浏阳北大区政治、经济、文化、商贸中心。北盛镇，以优惠的招商政策和优质的服务诚招天下有志之士，北盛镇，以优越的人文环境和地理环境引进外商来此投资创业。

### 农业
北盛镇主要农作物有小麦、玉米、水稻、花生等，花生面积占无公害农副产品基地面积50%，每年可达2.5万亩。林果业比较发达。徐塘果园有水蜜桃1000亩，主要为白凤、岗山等优质水蜜桃。高效农业、高效规模养殖都得到较好的发展，北盛镇新增设施蔬菜大棚300个，地温式日光所温室大棚100个，新增江苏省农业标准化示范区1个，认证无公害农产品6个，绿色农产品1个；建成蛋鸡、肉种鸡、生猪、奶牛、蓝狐等养殖小区30个，北盛镇现生猪存栏2.45万头、奶牛113头、肉种鸡5万套、蛋鸡30万羽、蓝狐5万只。建立各类养殖专合组织7家，拥有会员450人。淡水鱼养殖是北盛镇的传统副业。蓄水面积达万亩的高塘水库内，有青虾、银鱼、武昌鱼、螃蟹等多种水产品，均为绿色水产品。库区有一养殖在150只梅花鹿的养殖基地。

### 工业
北盛镇努力走工业强镇的发展道路，全面提升工业经济发展水平。先后引进工业项目37个，其中亿元项目1个、千万元以上项目22个。逐步形成以铁、铜、铝、铅等为主体的有色金属产业体系。2007年规模工业总产值达4.2亿元，比2006年增长82.6%，规模工业销售收入3.9亿元，比2006年增长123%。 
北盛镇现辖38个行政村和2个居委会，5．2万多人口，总面积77．9平方公里，距省会长沙38公里，距黄花国际机场15公里，紧邻浏阳市生物医药园，程控电话入户率80%，镇内交通十分便利，有20多个村实现了村级公路硬化，319国道及长平（长沙--平江）公路贯穿北盛镇。 近年来，北盛镇党委、政府进一步解放思想，加大改革开放力度，大力推进工业化、城镇化和农业产业化进程，取得了显著成绩。 辖区内有各类工商企业1560家，北盛镇黄官工业小区优越的招商环境引来了长沙科利达印刷器材有限公司、北盛镇毛巾厂、永兴金属制品厂、中南化工实业有限公司、金港化工实业有限公司、金四达有限公司等企业落户北盛镇，来势喜人。其中科利达印刷器材有限公司年产值可达5000万元，实现税收500万元。农业开发逐步向名、优、特方向发展。种植优质“鹤源”烟叶6500亩，粮经作物比例为5 ： 5，小城镇骨架已全面拉开，集镇面积由原来1．44平方公里扩展到2．88平方公里，北盛镇中心医院住院大楼、浏阳六中科技大楼等建筑设计新颖、美观，日供水3000余吨的北盛镇自来水厂大大改善了集镇居民的饮水条件，浏北烈士陵园建设正在顺利进行。随着集镇的扩容提质，进镇创业的农民与日俱增，娱乐、餐饮、商贸、流通等迅速崛起，小城镇辐射功能正发挥积极作用。 北盛镇，百业兴旺，社会稳定，已呈现工、农、商、贸并驾齐驱发展的良好局面。2002年北盛镇实现国内生产总值2．97亿元，工农业总产值5．23亿元，完成财政收入812万元，乡镇企业总产值达3．3亿多元，出口交货值达2900万元，企业增加值完成1．014亿元，利润总额达754万元，北盛镇人平纯收入达2601元。北盛镇人民安居乐业，社会治安良好。 北盛镇地处永社公路中段，黄官公路连接319高等级公路，优越的区位条件，必将使北大区“中心镇”的优势得到进一步发挥，不久的将来，北盛镇一定会成为浏阳北大区发展战略中的主战场。在浏阳生物医药园的运筹规划中，北盛镇共有5个村，41个村民小组被划为浏阳市医药生物园规划区。北盛镇黄官工业小区、北盛镇纺织工业区、北盛镇河西工业小区的建设如火如荼，发展初具规模。

### 棉纺针织
棉纺针织帮助北盛人赚得第一桶金。早在明清时代，北盛人就通过捞刀河的帆船水运，从岳阳、汉口等地带回棉纱来销售。在积累了第一笔资金之后，北盛人从外地收购棉花回家加工，生产手套和麻绳等，再对外销售。
有着强大学习能力的北盛人，在第一家再生布作坊成立后，其他人纷纷效仿，最终在乌龙乡（现并入北盛镇）形成了家家都纺再生布的宏观景象。其中以乌龙乡为主，尤为现在北盛燕舞洲村为甚。北盛镇五老协会会长彭小阳至今仍记得那种纺织声遍布的情形，“最红火时，乌龙全部都是做纺纱生意的，那时占到了北盛整个产业比重的55%。”
现在，以广东佛山为中心的棉纺针织制造批发已经响誉纺织业界，在得知家乡创立了回归创业园后，以湖南万胜发针织有限公司为头的棉纺针织企业纷纷响应家乡的号召，如今回归的企业已有10多家。

### 水泥制品
奔赴全国各地进行产业开发
“相对其他三个产业说，水泥制品制造行业相对比较分散，大部分企业都在外地，最远的销售点到达新疆和西藏。”沈村正表示，水泥制造品制造行业利润相对较高，但从事的人并不太多。
与沙发产业一样，在上世纪80年代末、90年代初时，北盛人进军水泥制品制造行业，奔赴全国各地开疆辟土进行产业开发，西至新疆、东至上海，北至东北、南至海南都有这些产业工人的身影。这些分散在全国各地产业工人，经过多年的苦心经营，在完成资本积累以后，逐渐开始转行或者酝酿进行产业升级。

### 沙发产业
建设中南家居原辅材料市场
“北盛的沙发产业最早起源于上世纪80年代，首先是从广东进材料，后加工变成床垫，最终引进机械形成了现在的产业。”北盛镇党委书记沈村正说。
上世纪80年代时，没有资本的北盛人开始上门为顾客加工沙发床垫。经过多年在外的摸爬滚打，大多数人都完成了资本的原始积累，其中有很多人开始向这个产业的上游链进军。
许多人在南方最大、最专业的沙发材料市场——广州白云竹料沙发材料批发大市场进行原材料生产和总批发。据统计，最多时，这个市场70%的批发专业户都是北盛人。
2008年，北盛镇党委政府组织在乌龙社区开发建设中南家居原辅材料市场，主营沙发席梦思原辅材料，立足打造成中南地区最大的沙发原辅材料集中地。

### 北盛钢架管租赁行业
以建筑租赁器材行业为龙头的民营经济异军突起。北盛人从2001年开始涉足建筑器材租赁业，短短七、八年时间，以各城市房地产市场为依托的北盛建筑租赁器材行业已发展成为北盛民营投资规模最大的产业。作为近几年来我市新兴的第三产业，北盛建筑器材租赁市场遍及中南六省各大城市以及西南各省份主要城市，最远涉足新疆市场。他们在各大城市已经成立了一百七十多家租赁公司，每家租赁公司投资规模少则三、四百万元，多则一两千多万元，到今年上半年为止，投资总额已经达到8个亿的规模，从业人员1000多人，每年可为北盛镇农民增收7-8个亿。